# إيزابيل سيلا
إيزابيل سيلا (مواليد 23 مايو 1949) سياسية إسبانية. في يونيو 2018 تم تعيينها وزيرة للتعليم والتدريب المهني ومتحدث رسمي باسم حكومة إسبانيا.

## وزيرة التعليم والتدريب المهني
في 7 يونيو 2018 عيّنها بيدرو سانشيز بعد أن أدى اليمين الدستورية رئيس وزراء إسباني جديد، بعد اقتراح اللوم الذي قدمه حزب العمال الاشتراكي ضد الحكومة السابقة لماريانو راخوي والذي وافق عليه مجلس النواب في 1 يونيو 2018. كوزيرة في الحكومة الإسبانية الجديدة. تمت الموافقة عليها من قبل فيليب السادس بموجب مرسوم ملكي صادر في يونيو بتعيينها في منصب وزير التعليم والتدريب المهني والمتحدث الرسمي باسم الحكومة في 7 يونيو، تولت منصب وزيرة ومتحدث رسمي أمام الملك في قصر زارزويلا.